# Licht im Dunkel
Licht im Dunkel ist ein US-amerikanisches Filmdrama unter Regie von Arthur Penn aus dem Jahre 1962. Der Film basiert auf dem Werk The Miracle Worker des Dramatikers William Gibson, welches zuvor bereits 1957 als Fernsehspiel und 1959 als Broadway-Stück aufgeführt wurde. In diesem wird die Zusammenarbeit zwischen der taubblinden Helen Keller und ihrer Lehrerin Anne Sullivan Macy beschrieben. Der autobiografische Roman von Helen Keller diente Gibson als Vorlage.

## Handlung
Anne Sullivan ist eine sehbehinderte junge Lehrerin. Mit ihren Sehproblemen, ihren Jahren in Kinderheimen und dem frühen Tod ihres verkrüppelten jungen Bruders hat sie bereits einiges durchlebt. 1887 kommt Anne für ihren erste und zugleich schon sehr schwierige Anstellung in dem Städtchen Tuscumbia in Alabama an. Sie soll der blinden und zugleich gehörlosen Helen Keller die Sprache durch Berührung beibringen (im Film ist Helen zwölf Jahre alt; in der Realität war sie sieben Jahre alt, als sie 1887 auf Sullivan traf). Anne erkennt, dass man Helen nur helfen kann, wenn man sie dem Einfluss ihrer verhätschelnden Mutter und ihres leicht erzürnbaren Vaters entzieht. Der Vater und Helens älterer Bruder James begegnen der unerfahrenen Anne mit ihren neuartigen Methoden zunächst mit unverhohlener Skepsis.
Anne wird erlaubt, sich mit Helen für zwei Wochen in ein Gartenhaus zurückzuziehen, um ungestört mit ihr arbeiten zu können. Doch Helen, die ihren eigenen Kopf hat, verweigert die Mitarbeit. Immerhin hat sie aber nach zwei Wochen gelernt, sich selber anzukleiden, mit dem Besteck zu essen und das Alphabet durch Berührungen zu erkennen. Die Eltern sind von diesen Fortschritten der Erziehung begeistert. Helen kann aber noch immer nicht nachvollziehen, dass die Wörter, die sie so buchstabiert, die Namen der Objekte sind, die sie berührt. Anne bittet um weitere Tage, doch die Eltern wollen das Kind wieder zurück im Haus haben. Hier verfällt Helen am Essenstisch wieder in ihre ursprüngliche Wildheit, laut Anne, um ihre Eltern auf die Probe zu stellen. Von der Familie Keller begreift das nur der ältere Bruder James, der sich auf die Seite von Anne stellt.
Als Helen beim Essen Wasser verschüttet, zwingt Anne sie, den Krug an der Pumpe im Vorgarten wieder aufzufüllen. Helen spürt das Wasser über ihre Hände fließen. Sie begreift jetzt, dass das, was sie fühlt, W-A-S-S-E-R ist. Sie ergreift Annes Hände und buchstabiert das Wort. Begeistert rennt Helen umher und buchstabiert die Namen von allem, was sie berührt: Pumpe, Baum, Veranda, Glocke, Vater, Mutter. Zum Schluss identifiziert sie Anne, indem sie das Wort Lehrer buchstabiert.

## Hintergrund
Bereits 1957 verfilmten Regisseur Arthur Penn und Drehbuchautor William Gibson den Stoff für eine Episode der Anthologie-Fernsehserie Playhouse 90. Darin spielten Teresa Wright als Annie und Patty McCormack als Helen. Als Grundlage diente Gibson die 1903 veröffentlichte Autobiografie von Helen Keller, The Story of My Life. Im Anschluss an das Fernsehspiel schrieb Gibson davon ausgehend ein Manuskript für ein Theaterstück, das am 19. Oktober 1959 in New York seine Premiere feierte. Bei der Theaterproduktion am Broadway führte Arthur Penn ebenfalls die Regie. Bereits in dieser Broadway-Produktion spielten Anne Bancroft und Patty Duke ihre späteren Filmrollen, auch Kathleen Comegys stand als Tante Ev auf der Bühne. Das Bühnenstück wurde am Broadway bis zum Sommer 1961 719 Mal aufgeführt und gewann einen Tony Award.
Für die Verfilmung sollte zunächst eine andere Schauspielerin als Helen Keller verpflichtet werden, da Patty Duke inzwischen ein Teenager war. Doch aufgrund ihrer vorhergehenden starken Leistung am Broadway wurde Patty Duke doch genommen. Sie traf sich vor Beginn der Dreharbeiten mit der echten Helen Keller. Für die Rolle der Anne Sullivan wollte die Produktionsfirma United Artists an der Stelle von Anne Bancroft lieber einen etablierten Filmstar besetzen, hierfür waren Elizabeth Taylor und Audrey Hepburn im Gespräch. Doch Regisseur Penn, Autor Gibson und Produzent Fred Coe bestanden auf Anne Bancroft, die bis dato nur wenige, eher unbedeutende Filmrollen gespielt hatte. Sie nahmen damit auch in Kauf, dass ihnen ein deutlich kleineres Filmbudget zur Verfügung stand. Für Anne Bancroft bedeutete ihre oscarprämierte Darstellung den Durchbruch als Kinoschauspielerin.
Premiere des Films in den USA war am 23. Mai 1962. In der BRD kam er am 15. Februar 1963 in die Kinos, in der DDR ein Jahr später, im Oktober. Bei einem Budget von rund 1,2 Millionen US-Dollar spielte der Film rund 2,5 Millionen US-Dollar in den USA ein.
Einer der Regieassistenten von Arthur Penn war Ulu Grosbard.

## Synchronisation
Es existieren zwei deutsche Synchronfassungen, eine für die BRD und eine für die DDR. Die Ost-Fassung entstand im DEFA Studio für Synchronisation, Ost-Berlin. Harald Thiemann schrieb das Dialogbuch und Hans-Dieter Schlegel führte Regie.
| Rolle         | Darsteller       | Synchronsprecher (BRD 1963) | Synchronsprecher (DDR 1964) |
| ------------- | ---------------- | --------------------------- | --------------------------- |
| Anne Sullivan | Anne Bancroft    | Eleonore Noelle             | Sabine Krug                 |
| Arthur Keller | Victor Jory      | Klaus W. Krause             | Otto Dierichs               |
| Kate Keller   | Inga Swenson     | Eva Pflug                   | Evamaria Bath               |
| James Keller  | Andrew Prine     | Tommi Piper                 | Klaus Bamberg               |
| Tante Ev      | Kathleen Comegys | Elfe Schneider              | Lotte Loebinger             |

## Kritiken
Die Kritiken für den Film fallen von seiner Veröffentlichung bis in die Gegenwart fast einhellig positiv aus. Bosley Crowther von der New York Times lobte, dass die gewaltige und unvergessliche Darstellung des Bühnenstücks auch im Film enthalten sei. Die Variety hob die hervorragende Kameraarbeit neben der wertvollen Geschichte hervor.
Das Lexikon des internationalen Films bezeichnet den Film als „ein vor allem darstellerisch beachtliches Bekenntnis zum Leben von und mit Behinderten“. Die Filmzeitschrift Cinema über den Film: „Eindringliches Kammerspiel, das sehr berührt.“
Der „Time Out Filmguide“ beschreibt Penns Film als bemerkenswerte Leinwandversion des Theaterstücks. Es sei ein atemberaubend beeindruckendes Werk, dessen Kraft, typisch für Penn, von den Darstellern herrühre. Der „TVGuide“ bezeichnet den Film als erschütternd und schmerzhaft ehrlich, manchmal brutal, erstaunlich gespielt und gefertigt.

## Auszeichnungen
Der Film wurde mit zahlreichen Filmpreisen ausgezeichnet. Er gewann zwei Oscars in den Kategorien Beste Hauptdarstellerin (Anne Bancroft) und Beste Nebendarstellerin (Patty Duke). Nominiert war er in den Kategorien Beste Regie (Arthur Penn), Bestes adaptiertes Drehbuch (William Gibson) und Beste Kostüme (Ruth Morley). Für Anne Bancroft, die zum Zeitpunkt der Verleihung in New York arbeitete und deshalb nicht anwesend war, nahm Joan Crawford den Oscar entgegen – mit diesem Schritt wischte Crawford offenbar ihrer Intimfeindin Bette Davis einen aus, die als Konkurrentin Bancrofts für Was geschah wirklich mit Baby Jane? für den Oscar nominiert war. Crawford hatte neben Bette Davis die zweite Hauptrolle von Was geschah wirklich mit Baby Jane? gespielt, war aber nicht für den Oscar nominiert worden.
Bei der Verleihung des Laurel Award gewann Patty Duke in der Kategorie Beste Nebendarstellerin. In den Kategorien Bestes Drama und Beste Hauptdarstellerin (Anne Bancroft) wurde jeweils der zweite Platz erreicht.
Bei den British Film Academy Awards wurde Anne Bancroft als Beste ausländische Darstellerin ausgezeichnet. Der Film wurde in der Kategorie Bester Film nominiert.
Beim Filmfestival von San Sebastián gewann Arthur Penn den OCIC-Award, Anne Bancroft wurde mit dem Prize San Sebastián geehrt.
Weitere Auszeichnungen waren eine Goldmedaille bei der Verleihung des Photoplay Award und der NBR-Award für Anne Bancroft des National Board of Review.
Weiterhin bekam der Film Nominierungen für den Golden Globe in den Kategorien Bester Film (Drama), Beste Hauptdarstellerin (Drama) (Anne Bancroft) und Beste Nebendarstellerin (Patty Duke). Außerdem war der Film für den DGA-Award der Directors Guild of America und für den WGA-Award der Writers Guild of America nominiert.
2024 erfolgte die Aufnahme in das National Film Registry.

## Neuverfilmungen
- 1979: The Miracle Worker – Fernsehfilm von Paul Aaron – Patty Duke spielte diesmal die Lehrerin Anne Sullivan. Als Helen Keller wurde Melissa Gilbert verpflichtet.
- 1998: Helen Keller – Weg aus dem Dunkel (Monday After the Miracle) – Fernsehfilm von Daniel Petrie – mit Moira Kelly als Helen Keller und Roma Downey als Anne Sullivan
- 2000: The Miracle Worker – Wunder geschehen (The Miracle Worker) – Regie: Nadia Tass – mit Hallie Kate Eisenberg als Helen Keller und Alison Elliott als Anne Sullivan.
- 2014: Die Sprache des Herzens – Regie: Jean-Pierre Améris – Darsteller: Ariana Rivoire und Isabelle Carré